# Kazimierz Stadnicki
Kazimierz Piotr Hieronim Stadnicki (ur. 29 czerwca 1808 w Żmigrodzie, zm. 9 kwietnia 1886 we Lwowie) – historyk polski, członek Akademii Umiejętności w Krakowie, hrabia.
Był synem hrabiego Antoniego właściciela Żmigrodu i Józefy z książąt Jabłonowskich, bratem Aleksandra (prawnika, autora prac historycznoprawnych). Nauki początkowe pobierał w domu, gdzie zachęcony przez ojca zainteresował się historią; w latach 1826–1830 studiował prawo na Uniwersytecie Wiedeńskim studia ukończył bez stopnia naukowego, później jednak tytułował się doktorem praw. W latach 1843–1845 sprawował urząd drugiego dyrektora w Galicyjskim Towarzystwie Kredytowym Ziemskim. Z ramienia sejmu zajmował się  sprawami uposażenia emerytalnego aktorów i innych pracowników Teatru Lwowskiego. W latach 1842–1850 był członkiem Wydziału Stałego Stanów Galicyjskich, od 13 kwietnia 1855 radcą Namiestnictwa we Lwowie. Nosił tytuł cesarsko-królewskiego podkomorzego. W 1873 został powołany na członka czynnego Akademii Umiejętności w Krakowie, nie był związany z żadnym ośrodkiem uniwersyteckim. Został odznaczony w 1854 Krzyżem Kawalerskim Orderu Żelaznej Korony. Od r. 1859 był członkiem Wydziału Galicyjskiej Kasy Oszczędności we Lwowie. Nie założył rodziny, został pochowany na Cmentarzu Łyczakowskim obok brata Aleksandra w grobowcu rodzinnym.
Jego zainteresowania naukowe obejmowały historię średniowieczną Litwy i Rusi, heraldykę, genealogię. W pracy Piasty (1842) omówił proces organizowania się Kościoła katolickiego na ziemiach polskich oraz jego znaczenie w nawracaniu słowiańskich plemion na Pomorzu. Wykorzystując nieznane bądź mało znane wcześniej ruskie i litewskie kroniki przedstawił dzieje polityczne XIV-wiecznej Litwy (Synowie Gedymina, dwa tomy, 1849-1853). Opracował komentarze historyczne do dzieł Szekspira. Znany był z ostrych publicznych polemik.
Z innych prac Stadnickiego można wymienić:
- O pierwszych zaborach Waregów na ziemi Lachów (1842-1844)
- Rodowody domu Stadnickich (1857-1861)
- Bracia Władysława Jagiełły (1867)[1]
- Olgierd i Kiejstut (1870)
- Koryjat Gedyminowicz i Koryjatowicze (1877)[2]
- Przyczynek do heraldyki polskiej w średnich wiekach (1879)[3]
- O tronie elekcyjnym domu Jagiellonów w Polsce (1880)
- O początkach arcybiskupstwa i biskupstw katolickich łacińskiego obrządku na Rusi halickiej i Wołyniu (1882)[4]